# Руис, Трейси
Трейси Лехуанани Руис-Конфорто (англ. Tracie Lehuanani Ruiz-Conforto; род. 4 февраля 1963, Гонолулу) — американская синхронистка, двукратная чемпионка летних Олимпийских игр 1984 года, чемпионка мира 1982 года.

## Биография
Трейси Руис родилась в 1963 году в Гонолулу. Занималась синхронным плаванием с 1973 года. На чемпионате мира по водным видам спорта 1982 года Руис победила в индивидуальном зачёте и завоевала серебряную медаль в парном разряде с Кэнди Кости. На Панамериканских играх 1983 года Руис победила в обеих категориях, в дуэте выступая вновь с Кости.
Соревнования по синхронному плаванию были впервые включены в олимпийскую программу на летних Олимпийских играх 1984 года в Лос-Анджелесе. Руис стала первой олимпийской чемпионкой по синхронному плаванию, победив в одиночном разряде и в дуэте с Кости.
На Панамериканских играх 1987 года Руис победила в индивидуальном зачёте. На летних Олимпийских играх 1988 года в Сеуле Руис заняла второе место в индивидуальном зачёте, уступив канадке Кэролин Уолдо. Она была шесть раз чемпионкой США в индивидуальном первенстве и четыре в дуэте. Всего она завоевала 41 золотую медаль на различных соревнованиях. В 1988 году завершила спортивную карьеру.
В 1985 году Руис вышла замуж за игрока в американский футбол Майкла Энтони Конфорто. Их сын Майкл стал бейсболистом, аутфилдером клуба Главной лиги бейсбола «Нью-Йорк Метс». Дочь супругов Жаклин занималась футболом на университетском уровне.
В 1993 году Руис была включена в Зал Славы мирового плавания.